# Forum slovanskih kultur
Forum slovanskih kultur (FSK) je mednarodna neprofitna in nevladna ustanova, ki jo je ustanovila vlada Republike Slovenije. Forum slovanskih kultur je bil ustanovljen v skladu z Zakonom o ustanovah in 16. členom Akta o ustanovitvi Foruma slovanskih kultur. Dne 30. 9. 2004, je Ministrstvo za kulturo RS izdalo soglasje k Aktu o ustanovitvi Mednarodne ustanove - Forum slovanskih kultur.
Prve ideje oz. pobude za ustanovitev Foruma slovanskih kultur segajo v leto 2001 čas srečanja Bush-Putin, ter v leto 2004, ko so v Evropsko unijo vstopile tudi štiri slovanske države. Decembra 2002 so se na Brdu pri Kranju v Sloveniji, na pobudo tedanje slovenske ministrice za kulturo, neformalno srečali ministri za kulturo slovanskih držav in sprejeli skupno izjavo o medsebojnem sodelovanju z mednarodnimi ustanovami na področju kulture v najširšem pomenu. 
Od leta 2004 v okviru FSK sodeluje trinajst slovanskih držav: Belorusija, Bolgarija, Bosna in Hercegovina, Češka, Črna gora, Hrvaška, Poljska, Rusija, Severna Makedonija, Slovaška, Slovenija, Srbija in Ukrajina. Ustanova obnavlja, širi in krepi kulturne vezi med slovanskimi narodi na področju umetnosti in kulture, izobraževanja in znanosti ter kulturnega turizma. Z namenom in ciljem združevanja, promocije slovanske dediščine in gradnje medkulturnega dialoga v globalnem kulturnem prostoru, FSK vzpostavlja vezi z več kot 550 kulturnimi ustanovami, 25 ministrstvi za kulturo, zunanje zadeve ter, gospodarstvo in turizem, muzeji ter s številnimi posamezniki s področja kulture. S sodelovanjem z deležniki, forum z različnimi projekti in partnerstvi.  

## Partnerstva
FSK je od leta 2014 v tesni partnerski povezavi z Evropsko muzejsko akademijo (EMA). EMA je prostovoljno društvo muzejskih strokovnjakov iz različnih nacionalnih in kulturnih okolij, združenih za promocijo muzeologije. Akademija podpira vlogo sodobnega muzeja kot stičišča in foruma za razvoj znanstvene razprave, ustvarjalnosti, socialne kohezije in kulturnega dialoga, ki delujejo po načelih antologije nizozemskega muzeologa Kennetha Hudsona (1916-1999). Slednji se je zavzemal za širitev muzeološkega znanja med mlajše generacije muzejskih in kulturnih delavcev. Njegove vrednote in muzeološke misli sta FSK in EMA leta 2017 predstavila v knjigi: A Tiger in a Museum is not a Tiger: An anthology of the thoughts of Kenneth Hudson (1916-1999).
FSK, EMA in Univerza na Primorskem - Fakulteta za humanistične študije v skupnem partnerstvu izvajajo izobraževalni program. Z Mednarodno poletno šolo muzeologije, ki poteka v okviru Mednarodnega centra za raziskovanje dediščine - Piranova, si prizadeva za izboljšanje kakovosti muzejskih storitev in muzeološkega diskurza na evropski ravni.   

#### Ostala partnerstva s FSK
- FSK centri: Beograd, Radlje ob Dravi in Moskva.
- Univerza na Primorskem – Fakulteta za humanistične studije: Mednarodna poletna šola muzeologije in Mednarodni kolokvij Piranova.
- Intermuseum: Mednarodni muzejski festival v Rusiji.
- Mednarodni kulturni forum v St. Peterburgu: Mednarodni kulturni forum.
- Pot pisateljic: kulturno-turistična pot,  posvečena pisateljicam s preloma 19. in 20. stoletja. V središče postavlja literaturo in življenjske zgodbe, ki so zaznamovale boj za človekove in ženske pravice na začetku 20. stoletja.
- Sa(n)jam knjige u Istri: knjižni sejem v Pulju - Slovanski vrt (Slavenski đardin)
- Museum in short: evropski natečaj kratkih filmov o muzejih.

## Projekti

#### Sto slovanskih romanov
Eden prvih in najpomembnejših projektov je založniški, mednarodni literarni in kulturni projekt sodobne slovanske književnosti Sto slovanskih romanov, ki je nastal leta 2006. Projekt teži k vzajemnemu seznanjanju z literaturo in kulturo slovanskega sveta in k spodbujanju medsebojnega prevajanja slovanskih literarnih del. S svojim delovanjem tke tesne vezi med slovanskimi pisatelji, prevajalci in bralci. 
V projekt je vključenih 108 pisateljev in pisateljic, in prav toliko romanov, skoraj 60 prevajalcev in prevajalk ter 7 založb: Arhipelag (Srbija), Društvo slovenskih pisateljev, Literarni informacijski center (Slovaška), Odprti kulturni forum (Črna gora), Rudomino – Vseruska državna knjižnica za tujo literaturo (Ruska federacija), Sandorf (Hrvaška), Slovo in Makedonska reč (Severna Makedonija).
Doslej je v sklopu literarnega programa izdanih 83 knjig iz 9 držav partneric: Belorusija, Bolgarija, Črna gora, Hrvaška, Severna Makedonija, Rusija, Slovaška, Slovenija in Srbija. 
Projekt Sto slovanskih romanov je z evropskim prevodnim knjižnim projektom Slawa, slovanski avtorji svetu, ob podpori - EU Ustvarjalna Evropa poskrbel za štiri angleške in en portugalski prevod slovanskih izbranih romanov.  

##### Objavljeni romani v zbirki Slawa
- Drago Jančar: Posmehljivo poželenje (Deseo debochado)
- Anton Baláž: Taborišče padlih žensk (The Camp of Fallen Women)
- Dimitar Baševski: Vodnjak (The Well)
- Laslo Bašković: Madonin nakit (Madonna’s Jewels)
- Jani Virk: Zadnja Sergijeva skušnjava (The Last temptation of Sergij)

#### Nagrada Živa
Živa je nagrada za najboljši slovanski muzej in najboljši slovanski kulturni in naravni spomenik v slovanskih državah. 
Nagrada, ki se vsako leto podeljuje že od 2014,  je namenjena priznavanju odličnosti v sektorju varovanja, ohranjanja in prezentacije premične in nepremične kulturne dediščine. Nagrada ima pomembno vlogo nadnacionalne kulturne platforme, ki s svojim delovanjem krepi komunikacijo, izmenjavo idej in izkušenj. S tekmovalnostjo kulturnih ustanov pa spodbuja odličnost, inovativnost in ustvarjalnost na področju muzeologije in na področju snovne ter nesnovne dediščine.
Za nagrado Živa se je do leta 2021 potegovalo že 117 muzejev iz 13 slovanskih držav. 
Prejemnik glavne nagrade Živa, ki ga izbere žirija, sestavljena iz 13 muzejskih strokovnjakov iz slovanskih držav in Evropske muzejske akademije (EMA), prejme skulpturo v podobi slovanske boginje Žive. Njena avtorica je priznana slovenska umetnica Ljubica Ratkajec Kočica.  

##### Člani žirije
- Ekaterina Djoumalieva (Bolgarija): Direktorica Direktorata za kulturno dediščino, muzeje in vizualne umetnosti, Ministrstvo za kulturo Republike Bolgarije.
- Dobrila Vlahović (Črna gora): Koordinatorka Oddelka za kulturo, Ministrstvo za izobraževanje, znanost, kulturo in šport.
- Pavel Douša (Češka republika): Direktor Muzeja življenja na češkem podeželju in namestnik direktorja Nacionalnega muzeja poljedelstva.
- Dirk Houtgraaf (Nizozemska): Izpraševalec v Izobraževalnem inštitutu za strateško uporavljanje.
- Neda Knežević (Srbija): Direktorica Muzeja Jugoslavije.
- Lidija Nikočević (Hrvaška): Višja kustosinja v Etnografskem muzeju Istre
- Gordan Nikolov (Severna Makedonija): Kustos svetovalec v Muzeju Republike Severne Makedonije.
- Branislav Panis (Slovaška): Generalni direktor Nacionalnega muzeja Slovaške.
- Andreja Rihter (Slovenija): Direktorica Foruma slovanskih kultur
- Eleftheria Elia Vlachou (Grčija): EMA, strokovnjakinja za muzeje.
- Sarita Vujković (Bosna in Hercegovina): Direktorica Muzeja sodobne umetnosti Republike Srbske.
- Karolina Nina Zdravič Polič (Slovenija): Slovenski etnografski muzej
- Olha Hončar (Ukrajina): Direktorica Spominskega muzeja totalitarnih režimov »Teritorij terorja«.

Podelitev nagrade je doslej potekala v Skopju - Severna Makedonija (2014), Sankt Peterburgu - Ruska federacija (2015), Zadru - Hrvaška (2016), na Bledu - Slovenija (2017), v Pragi - Češka republika (2018), Baru - Črna gora (2019), Beograd - Srbija (2020) in Brežicah - Slovenija (2022).

##### Nagrajenci nagrade Živa za najboljši slovanski muzej
- 2014: Galerija Matice srbske, Novi Sad/Srbija
- 2015: Državni spominski in naravni rezervat »Muzej Leva Tolstoja«,  Jasna Poljana/Rusija
- 2016: Cricoteka, Center za dokumentacijo umetnosti Tadeusza Kantorja, Krakov/Poljska
- 2017: Slovenski planinski muzej, Mojstrna/Slovenija
- 2018: Muzej emigracij v Gdyni, Gdynia/Poljska[10]
- 2019: Državni muzej politične zgodovine Rusije, St. Peterburg/Rusija[9]
- 2020: Muzej rezbarstva, Konjic/Bosna in Hercegovina.
- 2022: Mestni muzej Virovitica, Virovitica/Hrvaška

##### Nagrajenci nagrade za najboljši kulturni in naravni spomenik
- 2018: Muzej Kizhi, Otok Kizhi/Rusija
- 2019: Trdnjava herojev Brest, Brest/Belorusija[9]
- 2022: Cukrarna - Muzej in galerije mesta Ljubljane, Ljubljana/Slovenija.

#### Piranova
Mednarodni center za raziskovanje dediščine deluje pod vodstvom Foruma slovanskih kultur v sodelovanju z Evropsko muzejsko akademijo (EMA) in Univerzo na Primorskem – Fakulteto za humanistične študije. Piranova deluje na področju raziskovanja in usposabljanja ključnih akterjev na področju evropske materialne in nematerialne dediščine ter kulturnih politik. V sklopu izobraževanja v Piranovi vzporedno potekata še multimedijski muzejski projekt Museums in short in Mednarodna poletna šola muzeologije. 

##### Mednarodna poletna šola muzeologije
Mednarodna poletna šola muzeologije svoje začetke beleži že v letu 2006. Sprva je imela svoj sedež v Celju, kjer je potekala v sodelovanju z Muzejem novejše zgodovine Celje, danes pa deluje v Piranu, pod okriljem Fakultete za humanistične študije - Univerze na Primorskem in Foruma slovanskih kultur. Cilj Mednarodne poletne šole muzeologije je izmenjava mnenj, spoznanj ter praks na področju muzeologije med študenti in strokovnjaki tega področja.

#### Transformacije
Projekt Transformacije, zasnovan leta 2018, združuje izbrane modne kreatorje iz Slovenije, Srbije,  Bolgarije, Ruske federacije in Slovaške, ki pod kuratorskim vodstvom Jožice Brodarič predstavljajo svoje vizije in kolekcije modnih oblačil. Navdih modnih kreacij črpajo iz kulturne dediščine svojih držav in tako slovanske oblačilne tradicije predstavljajo v posodobljeni luči modernih kreacij v globalnem kontekstu sodobne ustvarjalnosti. Cilj projekta je oživiti tradicijo in promovirati sodobno slovansko ustvarjalnost in kreativnost skozi modo ter jo umestiti v širši okvir evropskega modnega in kulturnega dogajanja.
Do sedaj projekt sestavljajo naslednje kolekcije:
- Spirit - Nikolay Božilov, Bolgarija
- Srebrni prstan -  Galina in Nikolaj Birjukov, Rusije
- Luchaeo - Nevena Ivanović, Srbija
- Retrotopia - Andra Pojezdálova, Slovaška
- Eggomania - Jelena Proković, Slovenije[14]

#### Skupaj
Projekt povezovanja in sodelovanja državnih arhivov in nacionalnih arhivskih služb slovanskih držav. Cilj je skupni pristop k digitalizaciji arhivskega gradiva iz obdobja prve svetovne vojne v slovanskih državah. Prva razstava in katalog sta bila, v sodelovanju z Arhivom Srbije, zasnovana leta 2013 na drugi mednarodni znanstveni konferenci z naslovom Slavic Capitals in 2D. Tematika in vsebina temelji na dediščini držav v času socializma. Na zadnji oz. tretji mednarodni konferenci pa so arhivi slovanskih držav skupno pristopili k pripravi kolektivne razstave in kataloga na temo Women and the great War oz. Ženske in velika vojna. Razstava je bila na ogled na sedežu UNESCO v Parizu. 

#### S Slovani za mizo
Projekt S Slovani za mizo je prezentacija izbranih in značilnih jedi trinajstih slovanskih držav s poudarkom na predstavitvi prehranske kulturne dediščine in skupne kulinarične identitete Slovanov. S Slovani za mizo, je hkrati knjiga 39 izbranih receptov slovanskih kuhinj in razstava fotografij predstavljenih jedi. Knjiga avtorja Janeza Bogataja je leta 2016 prejela prestižno nagrado Best in the world - Gourmand world cook-book award. Razstava projekta pa je bila doslej na ogled  v Milanu, v času svetovne razstave EXPO 2015, v Moskvi v hotelu Ritz, v FSK centru v Radljah ob Dravi, na Mednarodnem knjižnem sejmu v Pekingu, v festivalni dvorani Bled na Bledu in v umetnostni galeriji Bosne in Hercegovine v Sarajevu.
Knjiga je izšla v sodelovanju s številnimi sodelavci, partnerji, avtorji in vsemi trinajstimi veleposlaništvi slovanskih držav v Sloveniji.

## Prostori in Vila Zlatica
Forum slovanskih kultur ima sedež na Cesti 27. aprila 47 v prenovljeni Vili Zlatica v Rožni dolini. Vila Zlatica ali Hribarjeva vila je bila last ljubljanskega župana Ivana Hribarja (1851–1941), ki je bil močan privrženec slovanskega povezovanja in sodelovanja. Objekt je bil zgrajen leta 1910 za poštnega uradnika Leopolda Klapca, leta 1918 pa jo je kupil Ivan Hribar. 
Prenova prostorov je potekala v skladu s smernicami konzervatorskega načrta, ki ga je leta 2016, po naročilu Mestne občine Ljubljana, pripravil Konservatorski restavratorski atelje Šentjošt. Glavni razlog za obnovitev Vile Zlatica (2016-2019) je ohranjanje kulturne dediščine, ki ima danes simbolno vrednost kulturnega spomenika lokalnega pomena.